# Jan Callewaert
Jan Callewaert (Wielsbeke, 7 juni 1956 – Leuven, 1 februari 2022) was een Belgisch ondernemer en voetbalbestuurder. Hij was oprichter van het Vlaams beursgenoteerd technologiebedrijf Option, waarvan hij ook CEO was. In 2005 werd hij verkozen tot Manager van het jaar. Callewaert was ook enkele jaren voorzitter van voetbalclub Oud-Heverlee Leuven.

## Carrière
Hij bekwam een master handelsingenieur en een bachelor in filosofie aan de KU Leuven. Na zijn opleiding was hij assistent aan het Vlekho. Hij was ook actief bij Bull en was daarna ook even directeur bij Ericsson.

### Option
In 1986 richtte hij het technologiebedrijf Option op en werd er CEO en voorzitter van de raad van bestuur. In oktober 2005 werd Option, gespecialiseerd in draadloze technologie, uitgeroepen tot Onderneming van het Jaar. Enkele maanden later, in januari 2006, werd Callewaert verkozen als Manager van het Jaar. Als ex-winnaar van deze prijs zou Callewaert deel uitmaken van de jury, maar in januari 2008 werd hij geweerd uit deze jury.
In maart 2017 zette hij een stap opzij als CEO van Option. Hij werd vervangen door voormalig Barco-topman Eric Van Zele.

### Nevenactiviteiten
In juni 2005 kocht Jan Callewaert het gotische gebouw Tafelrond aan de Grote Markt in Leuven. Callewaert legde er zo'n 6,4 miljoen euro voor op tafel. In 2010 werd bekend dat er een luxehotel zou komen. In 2012 maakte Callewaert bekend dat het gebouw herbestemd zou worden tot hotel en restaurant, een studio voor praatprogramma's en appartementen. In juli 2016 opende het gerenoveerde Tafelrond, in augustus 2016 het restaurant en in juli 2017 het hotel The Fourth.
Callewaert was van mei 2010 tot november 2014 voorzitter van voetbalclub Oud-Heverlee Leuven. Hij werd opgevolgd door Jimmy Houtput. Onder het voorzitterschap van Callewaert won de club de tweede klasse 2010-11 en promoveerde ze naar de eerste klasse.

## Overlijden
Callewaert leed aan een longziekte en onderging in 2021 een longtransplantatie. Twee weken voor zijn overlijden verslechterde zijn gezondheidssituatie onverwacht en traden complicaties op. Callewaert overleed in het UZ Leuven op 65-jarige leeftijd.